# Lisa Roberts Gillan
Lisa Roberts Gillan (rojena Lisa Roberts), ameriška filmska igralka, * 1. januar 1965, Decatur, Georgia, ZDA.

## Zgodnje življenje
Robertsova je bila rojena v Decaturu, Georgia. Njena mati, Betty Lou Motes je bila posrednica nepremičnin, njen oče Walter Grady Roberts pa je prodajal sesalnike. Ločila sta se leta 1971. Betty Lou je bila pozneje poročena z Michaelom
Motesom, s katerim je imela hči Nancy Motes. Lisina mlajša sestra Julia Roberts in starejši brat Eric Roberts sta pravtako igralca.

## Kariera
Lisa Roberts je igrala v filmih, kot so I Love Trouble (1994), Something to Talk About (1995), Runaway Bride (1999), Devica v Manhattan (2002), Nasmeh Mone Lise (2003) in Raising Helen (2004).

## Osebno življenje
Lisa je poročena z igralcem Tonyjem Gillanom in skupaj živita v New Yorku. Je tudi teta Emme Roberts, hčere Erica Robertsa.